# Антонуччи, Дэнни
Дэнни Антонуччи (англ. Danny Antonucci, имя при рождении — Даниэль Эдвард Антонуччи — англ. Daniel Edward Antonucci, 27 февраля 1957 года, Торонто, Онтарио, Канада) — канадский мультипликатор, режиссёр, продюсер и сценарист итальянского происхождения. В основном он известен благодаря таким мультипликационным проектам, как «Эд, Эдд и Эдди», «Мясник Лупо» и «Братья Грунт».

## Биография
Антонуччи бросил колледж Шеридана, чтобы устроиться на работу мультипликатором в Hanna-Barbera, и работал над такими мультсериалами как «Комедийное шоу Флинстоунов», «Скуби и Скрэппи-Ду», «Смурфики» и «Ричи Рич». Он продолжил свою карьеру в Ванкувере, работая над короткометражными мультфильмами и телевизионными рекламными роликами в International Rocketship Limited, где создал свой самостоятельный мультфильм «Мясник Лупо», получивший положительные отзывы как от критиков, так и от зрителей, и в последствии статус «культовой классики». Для телеканала MTV им были созданы рекламные ролики, мультсериал «Братья Грунт» и заставка к мультипликационной программе «Cartoon Sushi». В последствии он создал мультсериал «Эд, Эдд и Эдди» для телеканала «Cartoon Network».
Многие из его рекламных роликов для Converse, ESPN и Levi's получили множество наград.

## Ранняя жизнь
Родители Антонуччи были итальянскими иммигрантами в Канаде. Его детство в семье иммигрантов оказало глубокое влияние на его мультипликационные работы, такие как «Мясник Лупо».
Антонуччи учился в колледже Шеридана, но в итоге бросил его, чтобы устроится на работу мультипликатором в Canimage Production, подразделении Hanna-Barbera.

## Карьера
Начав карьеру мультипликатора, Антонуччи работал над многочисленными проектами, включая «Комедийное шоу Флинстоунов», «Скуби и Скрэппи-Ду», «Смурфики» и «Ричи Рич».
Намереваясь переехать в Лос-Анджелес в 1984 году, чтобы найти больше работы, Антонуччи отправился в Ванкувер. Он устроился на работу в International Rocketship Limited, где анимировал короткометражные фильмы и телевизионные рекламные ролики. Его первой работой на данной студии стал «Ура, Сэндбокс-ленд!».

### International Rocketship Limited, основание a.k.a. Cartoon и работа на MTV
Первой самостоятельной работой Антонуччи является «Мясник Лупо», произведённый International Rocketship Limited, о вспыльчивом мяснике, который ругается на мясо, которое он режет, и злится из-за малейших ошибок. Антонуччи объясняет, что фильм возник из его собственного разочарования от того, что ему пришлось так долго работать над детскими мультсериалами, и попробовать свои силы в создании полноценного персонажа. Короткометражный мультфильм был показан на нескольких кинофестивалях, включая Spike and Mike's Sick and Twisted Festival of Animation в США.
В последствии персонаж Лупо был лицензирован спортивным брендом Converse. Это привело к дополнительной работе, включая рекламные ролики для Levi's, ESPN, Converse и MTV.
1 апреля 1994 года Антонуччи основал анимационную студию a.k.a. Cartoon, которая выпустила мультсериал «Братья Грунт» для MTV, транслировавшийся с 1994 по 1995 год. Антонуччи продолжил работать над шоу «Cartoon Sushi» в 1997 году, где он был режиссёром, сценаристом, актёром озвучки, а также отвечал за заставку шоу.

### Эд, Эдд и Эдди
Чувствуя себя ограниченным «грубыми» и «резкими» работами, такими как его мультсериал «Братья Грунт», Антонуччи решил снова заняться производством детского мультсериала со своей компанией a.k.a. Cartoon. Однако он решил убедиться, что мультсериал будет выполнен в стиле мультфильмов 1940-1970 годов. Антонуччи потратил месяцы на разработку шоу, прежде чем попытаться представить его Nickelodeon. Компания Nickelodeon заявила ему, что примут этот мультсериал, если они также получат творческий контроль. Антонуччи отказался от этого, и передал его Cartoon Network. В итоге была заключена сделка с Cartoon Network на заказ данного мультсериала после того, как компания согласилась позволить Антонуччи двигаться в этом направлении.
По словам Антонуччи, персонажи были основаны на реальных людях из его жизни. Личности главных героев мультсериала основаны на личных чертах его самого и деятельности двух его сыновей. Эд, Эдд и Эдди также обладают чертами личности, похожими на Трёх балбесов, чьи схемы зарабатывания денег и выходки также неизменно приводят к противоположным результатам. Дети из тупика и сёстры Канкер были основаны на детях, с которыми он рос. Антонуччи также заявил, что он считал важным добавить в шоу Планка 2x4, деревянную доску с нарисованным лицом, заявив, что он «думал, что было бы круто сделать шоу с Планком, принявшим своего собственного персонажа» и заставить Джонни делать то, что он обычно никогда не делал. Он также заявил, что Рольф во многом также основан на нём самом и его кузенах, так как он был частью семьи иммигрантов и вырос в иностранном доме первого поколения с другими обычаями и образом жизни.
Эд, Эдд и Эдди — единственный мультсериал от a.k.a. Cartoon, у которого есть полнометражный фильм, основанный на нём. Фильм «Ed, Edd n Eddy’s Big Picture Show» вышел в эфир 8 ноября 2009 года и официально завершил мультсериал.

### WildBrain и предстоящий мультсериал
Пока Антонуччи работал над полнометражным фильмом «Ed, Edd n Eddy’s Big Picture Show», 4 сентября 2008 года было объявлено, что он подписал контракт с WildBrain; Антонуччи заявил, что он «уже придумал три разные идеи для своего проекта совместно с WildBrain». 11 июня 2013 года американский мультипликатор Джо Мюррей опубликовал на свой сайт мини-интервью с Антонуччи и в конце написал: «Сейчас он работает над новым мультсериалом, так что вперёд». 2 ноября 2020 года Антонуччи подтвердил, что мультсериал на основе «Мясника Лупо» находится в разработке.

## Награды и номинации
Первая самостоятельная мультипликационная работа Антонуччи, «Мясник Лупо», был успешным в прокате и на сегодняшний день имеет статус культового. Эрик Фогель, создатель мультсериала для взрослых «Звёздные бои насмерть», заявил:
Этот фильм [Мясник Лупо] открыл мои глаза на мир мультипликации, предназначенной исключительно для взрослой аудитории, и вдохновил меня выбрать более... извилистый карьерный путь.
На протяжении его карьеры, Антонуччи получил несколько наград. Он работал над рекламными роликами для Converse, ESPN и Levi's. В 1998 году, за работу над «Cartoon Sushi», Антонуччи получил награду от Национального общества мультипликаторов в категории «Телевизионная анимация». Мультсериал «Эд, Эдд и Эдди» получил несколько наград и номинаций; за работу над мультсериалом, он получил награду Рубена в категории «Лучшая телевизионная анимация» в 1999 году и награду Leo в категории «Лучший режиссёр в мультипликационном производстве или сериале» (Дэнни Антонуччи) в 2000 году. По состоянию на июль 2024 года, транслируемый почти 11 лет, остаётся самым продолжительным оригинальным мультсериалом от Cartoon Network и канадским мультсериалом.
Боб Хиггинс, глава канадской компании WildBrain Ltd., считает мультсериал «Эд, Эдд и Эдди» «вехой в анимации». Джо Мюррей, создатель известных мультсериалов «Новая жизнь Рокко» и «Лагерь Лазло», назвал Антонуччи «одним из основателей и оплотов современной анимации».

## Личная жизнь
У Антонуччи двое детей, Текс и Марлоу, названные в честь мультипликатора Текса Эйвери и вымышленного персонажа Филипа Марлоу соответственно.

## Фильмография
| Год       | Название                          | Роль                                                                        |
| --------- | --------------------------------- | --------------------------------------------------------------------------- |
| 1980-1982 | Шоу Ричи Ричи/Скуби-ду            | мультипликатор                                                              |
| 1981      | Комедийное шоу Флинтстоунов       | мультипликатор                                                              |
| 1981      | Смурфики                          | мультипликатор                                                              |
| 1981      | Тяжёлый металл                    | мультипликатор                                                              |
| 1984      | Ура, Сэндбокс-ленд!               | главный мультипликатор                                                      |
| 1984      | Ани-джем                          | художник                                                                    |
| 1985      | Вельветовый кролик                | мультипликатор                                                              |
| 1985      | Румпельштильцхен                  | мультипликатор                                                              |
| 1987      | Приключения бурундучков           | ассистент мультипликатора                                                   |
| 1987      | Мясник Лупо                       | режиссёр, сценарист, мультипликатор, композитор, актёр озвучивания          |
| 1987      | Истории о мышиной хоккейной лиге  | дизайн персонажей, мультипликатор                                           |
| 1989      | Давайте порежем Су-И              | художник                                                                    |
| 1994      | Смертельные отложения             | мультипликатор                                                              |
| 1994-1995 | Братья Грунт                      | автор идеи, сценарист, исполнительный продюсер, режиссёр, актёр озвучивания |
| 1997      | Cartoon Sushi                     | соавтор, режиссёр                                                           |
| 1999-2009 | Эд, Эдд и Эдди                    | автор идеи, сосценарист, режиссёр, исполнительный продюсер                  |
| 2009      | Ed, Edd n Eddy’s Big Picture Show | режиссёр, сосценарист, исполнительный продюсер                              |
| 2017      | Сноторкет (пилот)                 | автор идеи, режиссёр, сценарист, исполнительный продюсер                    |